# Saint-Pierre (quận của Martinique)
Quận Saint-Pierre là một quận của Pháp, nằm ở tỉnh Martinique, ở vùng Martinique. Quận này có 5 tổng và 8 xã.

## Các đơn vị hành chính

### Các tổng
Các tổng của quận Saint-Pierre là: 
1. Le Carbet
2. Case-Pilote-Bellefontaine
3. Le Morne-Rouge
4. Le Prêcheur
5. Saint-Pierre

### Các xã
Các xã của quận Saint-Pierre, và mã INSEE là: 
| 1. Bellefontaine (97234)  | 2. Le Carbet (97204)     | 3. Case-Pilote (97205) | 4. Fonds-Saint-Denis (97208) |
| 5. Le Morne-Rouge (97218) | 6. Le Morne-Vert (97233) | 7. Le Prêcheur (97219) | 8. Saint-Pierre (97225)      |